# Lahaye-Saint-Romain
Lahaye-Saint-Romain est une ancienne commune française située dans le département de la Somme et la région Hauts-de-France. Elle est associée à la commune de Poix-de-Picardie depuis 1974.

## Géographie

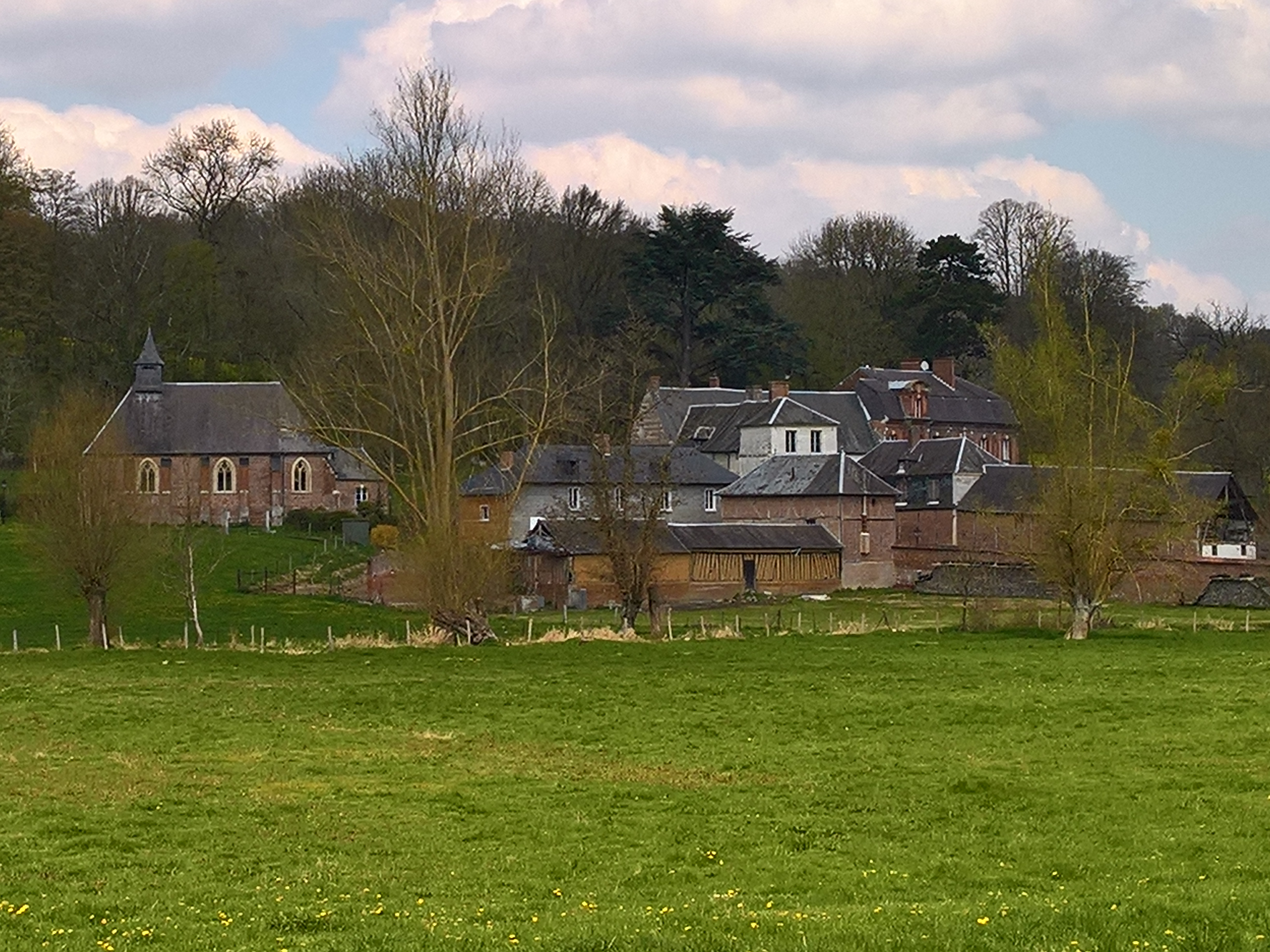
Vue générale de Saint-Romain

Lahaye-Saint-Romain est une ancienne commune associée depuis 1974 à celle de Poix-de-Picardie, dont elle forme une exclave. Elle est en effet séparée de Poix par le territoire communal d'Équennes-Éramecourt.
La commune associée est constituée du village, situé à la limite du plateau picard, appelé Lahaye ou La Haye, sitiué à une altitude d'environ 180 m, et le hameau de Saint-Romain, situé dans la vallée des Évoissons, dont le point le plus bas se trouve à 103 m, sur le lit de la rivière. Ils sont séparés par le Bois de Lahaie, en forte pente.
Les Évoissons sont un sous-affluent du fleuve côtier picard  la Somme. Afin de faciliter la migration des saumons, truites de mer et anguilles, l'ancien bief de débordement du moulin de Saint-Romain a été transformé en 2020 pour former le bras d'écoulement de la rivière, permettant de conserver en eau le bras du moulin et ses étangs. Le nouveau lit de la rivière a été parsemé d’épis pour ralentir le courant, et  trois zones de repos pour les poissons, plus larges et plus profondes, y ont aussi été aménagées tous les 30 mètres

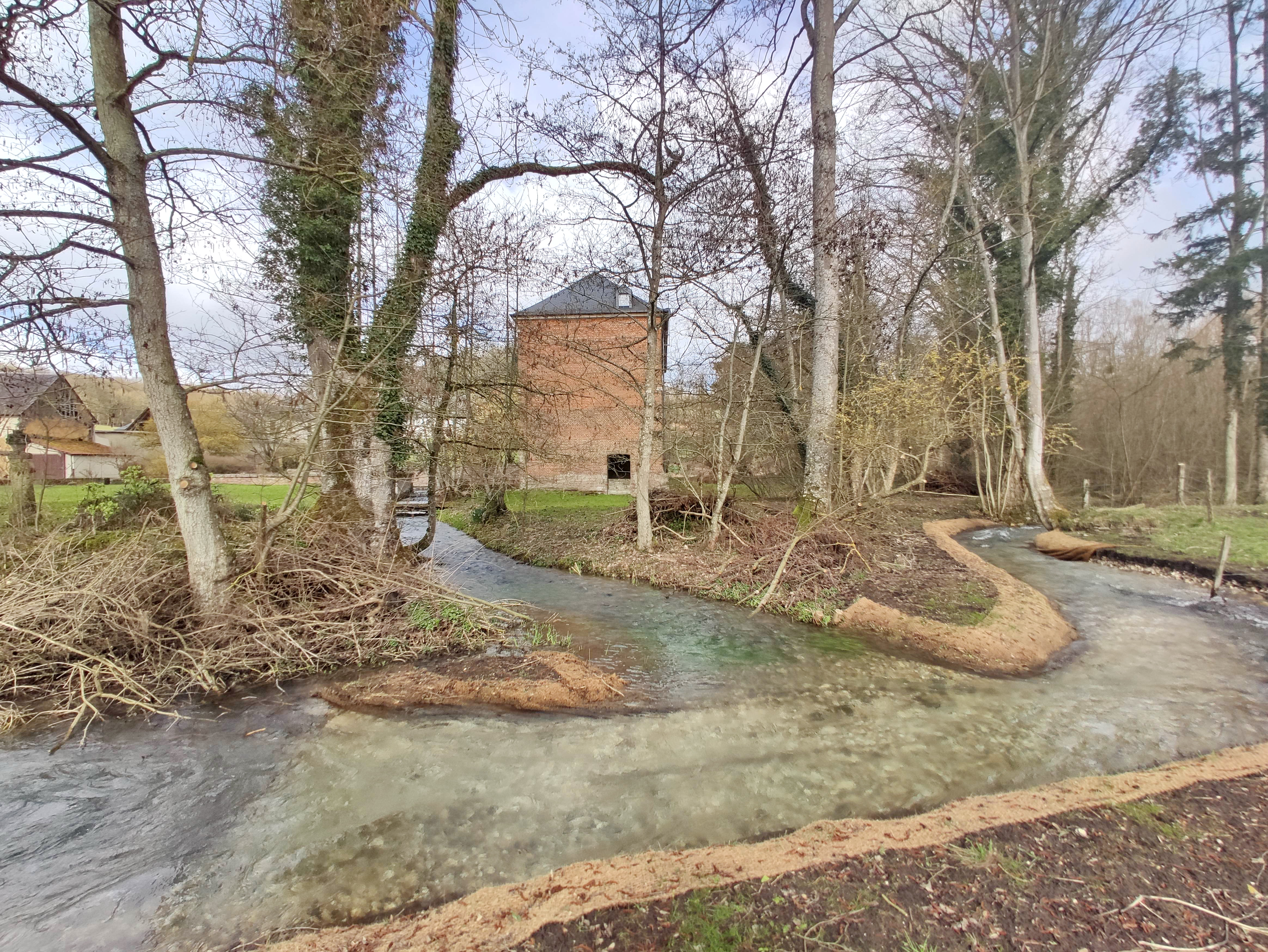
Les Évoissons à Saint-Romain.
Le bief du moulin (que l'on distingue au fond) est au centre de la photo.
Au premier plan, le nouveau lit de la rivière peu après son aménagement.

## Toponymie
La commune, instituée par la Révolution française sous le nom de Saint-Romain, prend en 1912 le nom de Lahaye-Saint-Romain.

## Histoire
Le 1er avril 1974, la commune de Lahaye-Saint-Romain est rattachée à celle de Poix-de-Picardie sous le régime de la fusion-association.

## Politique et administration
| Période                                  | Période | Identité   | Étiquette | Qualité |
| ---------------------------------------- | ------- | ---------- | --------- | ------- |
| Les données manquantes sont à compléter. |         |            |           |         |
| 1966                                     | 1974    | Raoul Coge |           |         |

| Période                                  | Période                        | Identité           | Étiquette | Qualité                         |
| ---------------------------------------- | ------------------------------ | ------------------ | --------- | ------------------------------- |
| 1974                                     | 1989                           | Raoul Coge         |           |                                 |
| Les données manquantes sont à compléter. |                                |                    |           |                                 |
| avant 2014                               | En cours (au 9 septembre 2020) | Geneviève Leclercq |           | Réélue pour le mandat 2020-2026 |

## Démographie
| 1793 | 1800 | 1806 | 1821 | 1831 | 1836 | 1841 | 1846 | 1851 |
| ---- | ---- | ---- | ---- | ---- | ---- | ---- | ---- | ---- |
| 266  | 217  | 213  | 220  | 246  | 259  | 272  | 268  | 261  |

| 1856 | 1861 | 1866 | 1872 | 1876 | 1881 | 1886 | 1891 | 1901 |
| ---- | ---- | ---- | ---- | ---- | ---- | ---- | ---- | ---- |
| 253  | 228  | 203  | 181  | 167  | 151  | 148  | 139  | 112  |

| 1911 | 1921 | 1926 | 1931 | 1936 | 1946 | 1954 | 1962 | 1968 |
| ---- | ---- | ---- | ---- | ---- | ---- | ---- | ---- | ---- |
| 110  | 132  | 135  | 126  | 86   | 197  | 220  | 192  | 261  |

## Culture locale et patrimoine

### Lieux et monuments
- Chapelles de La Haye et de Saint-Romain
- Château et moulin de Saint-Romain

Lahaye
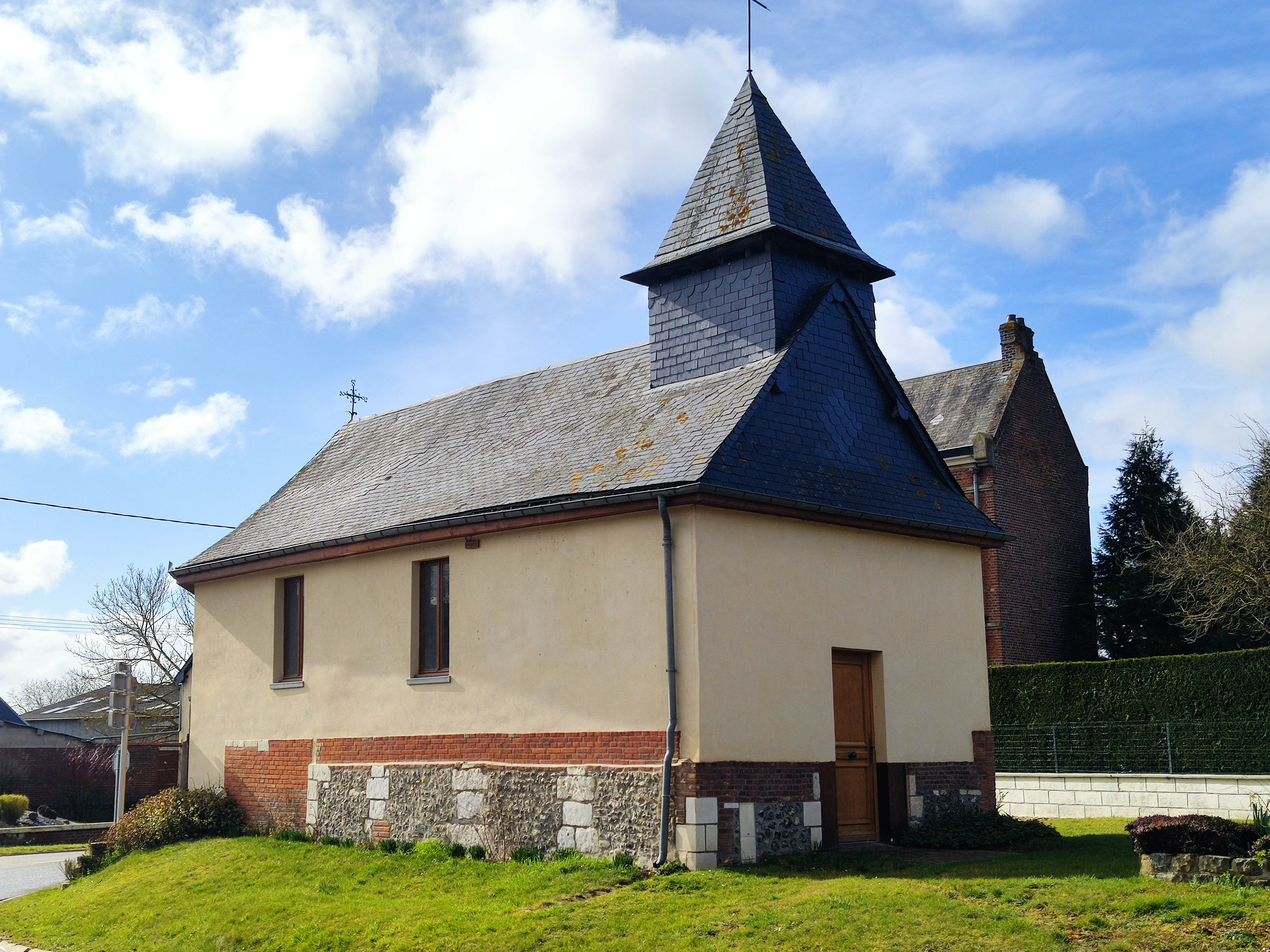
La chapelle

Saint-Romain
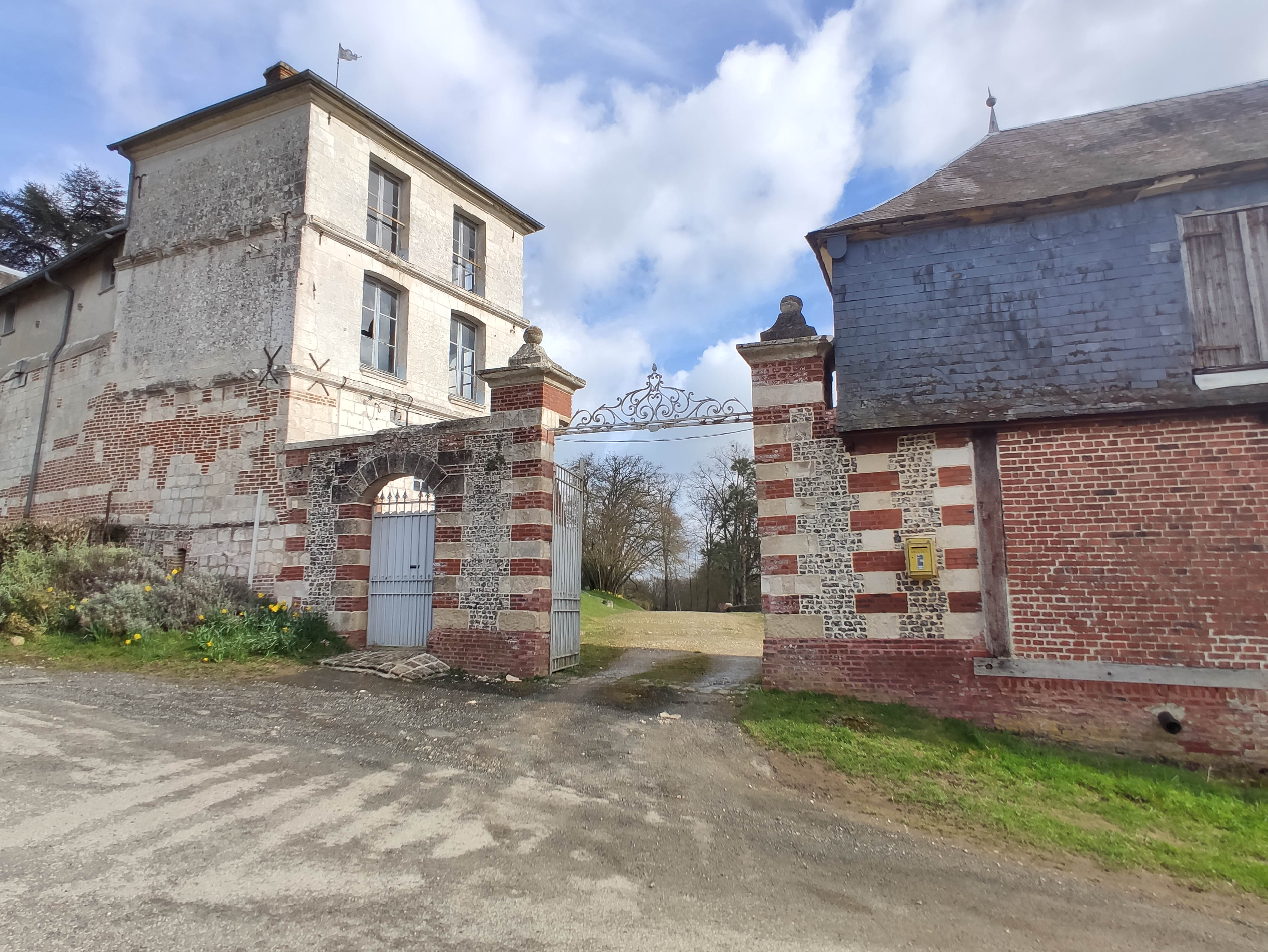
Entrée du château
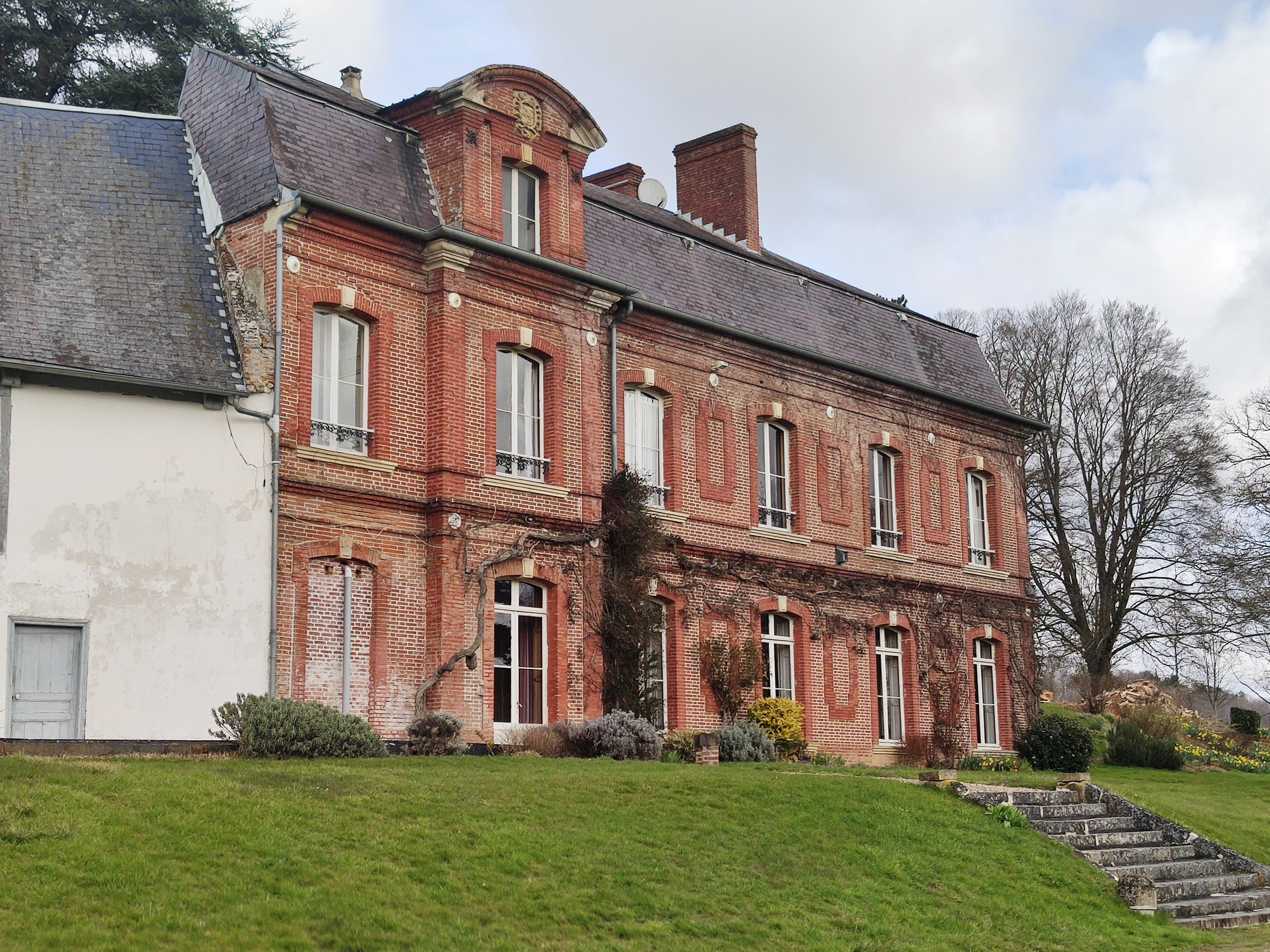
Le château
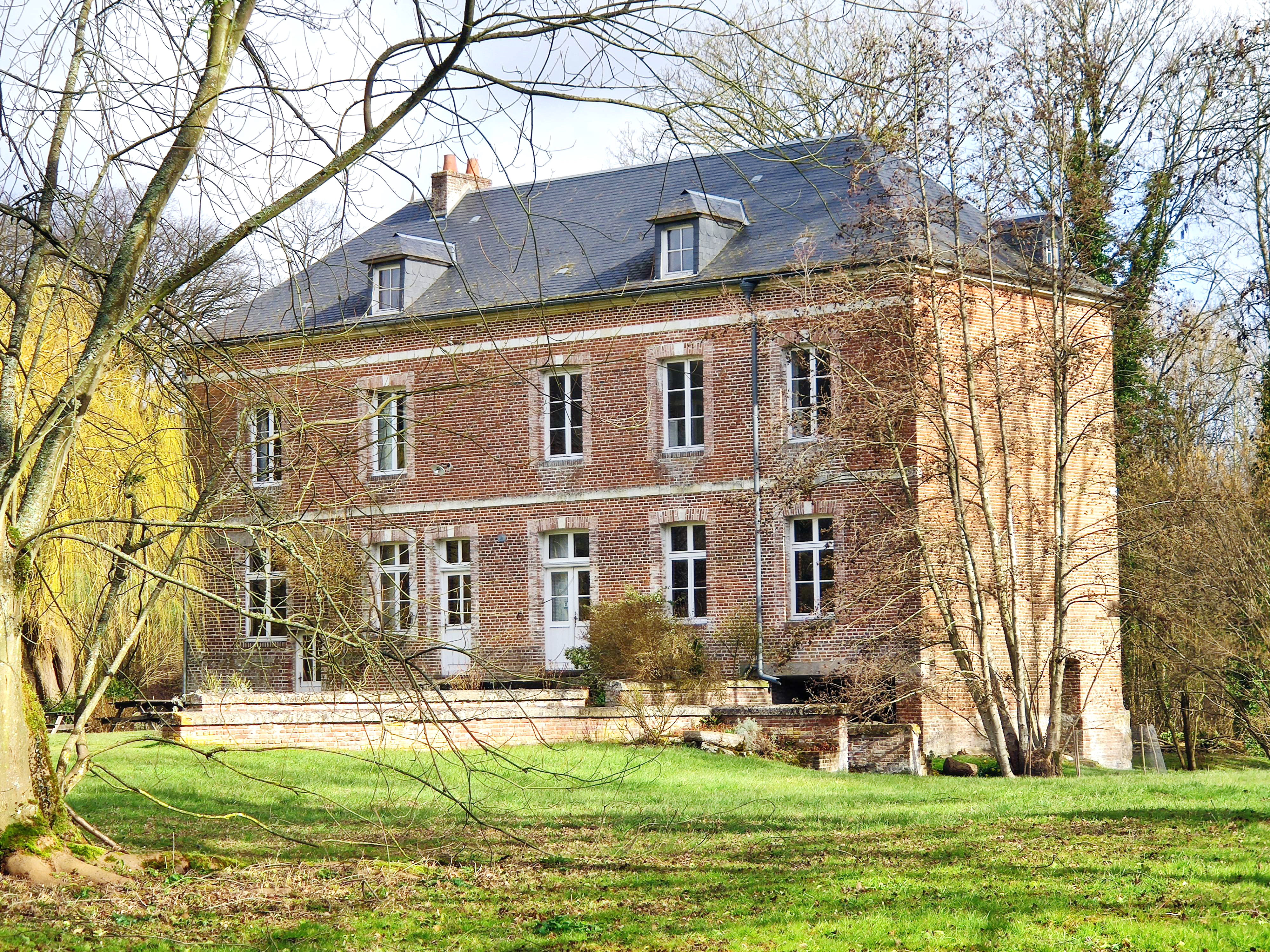
Le moulin sur les Évoissons
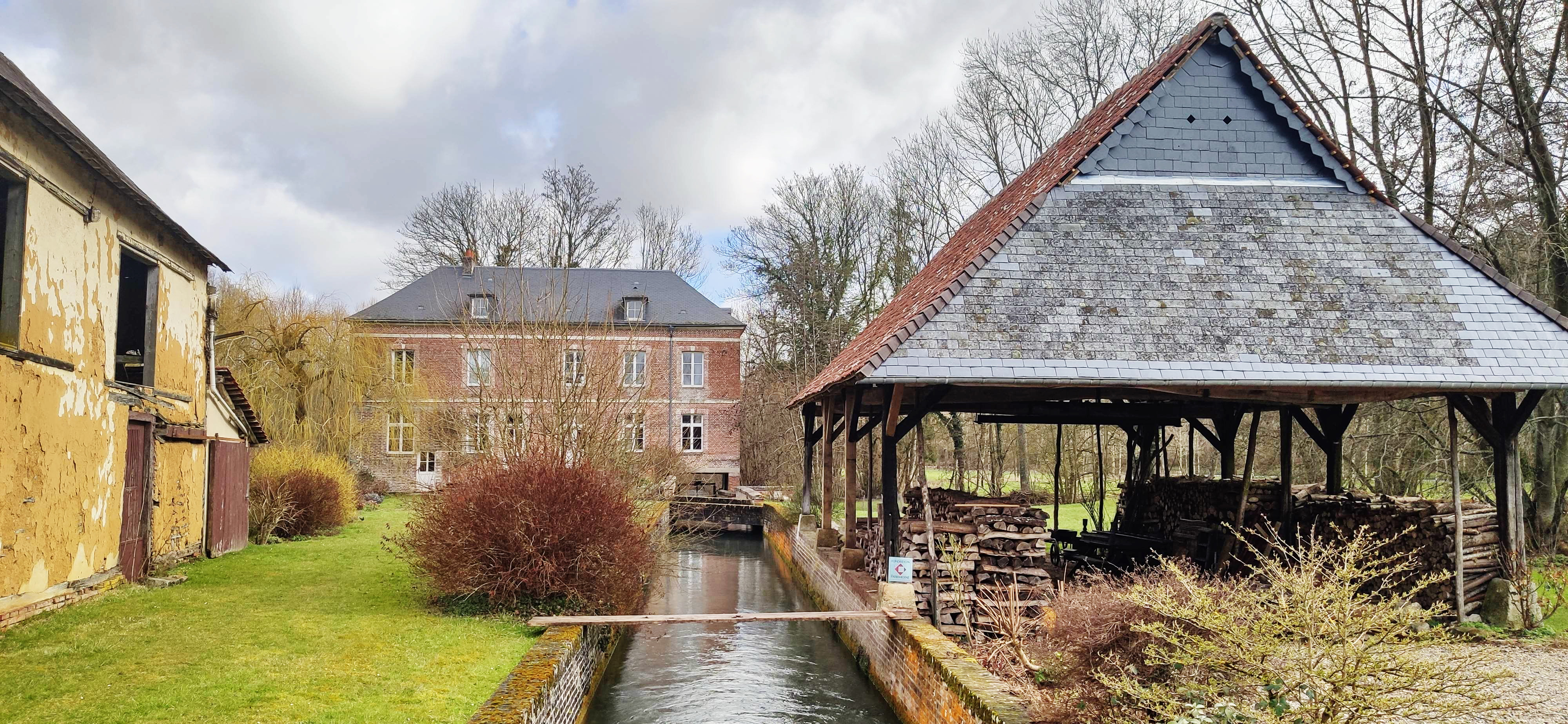
Le bief et le moulin
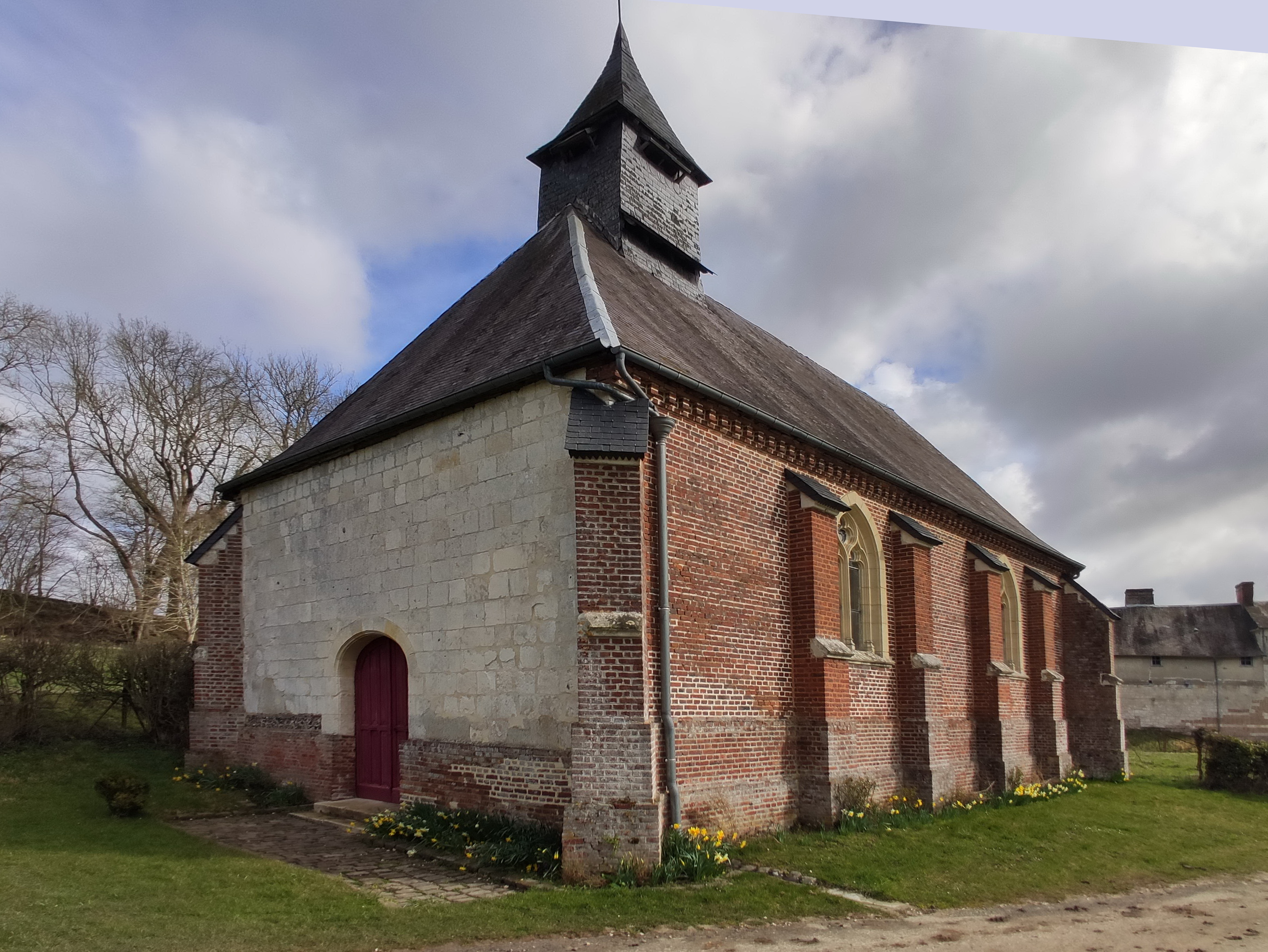
La chapelle de Saint-Romain